# Megalagathis africana
Megalagathis africana är en stekelart som först beskrevs av Szepligeti 1905.  Megalagathis africana ingår i släktet Megalagathis och familjen bracksteklar. Inga underarter finns listade i Catalogue of Life.